# Morki
Morki (russisch Морки; Mari Морко, Morko) ist eine Siedlung städtischen Typs in der Republik Mari El (Russland) mit 9914 Einwohnern (Stand 14. Oktober 2010).

## Geographie
Der Ort liegt in der Wolgaregion, etwa 75 Kilometer südöstlich der Republikhauptstadt Joschkar-Ola unweit der Grenze zur benachbarten Republik Tatarstan. Durch den Ort fließt der Bach Morjanka im Flusssystem des linken Wolga-Nebenflusses Ilet.
Morki ist Verwaltungszentrum des gleichnamigen Rajons Morki. Zur Stadtgemeinde (Gorodskoje posselenije) Morki gehört neben der Siedlung noch das vier Kilometer östlich gelegene Dorf Kanal.

## Geschichte
Das Dorf Morki wurde 1678 gegründet.
In der sowjetischen Periode wurde es nach Gründung der Autonomen Oblast der Mari 1920 (Vorläufer der ASSR der Mari) am 28. August 1924 Verwaltungssitz eines Kantons als einer der kompaktesten Siedlungsgebiete der Mari. Später wurde der Kanton in einen Rajon umgewandelt.
Am 24. Februar 1969 erhielt Morki den Status einer Siedlung städtischen Typs.

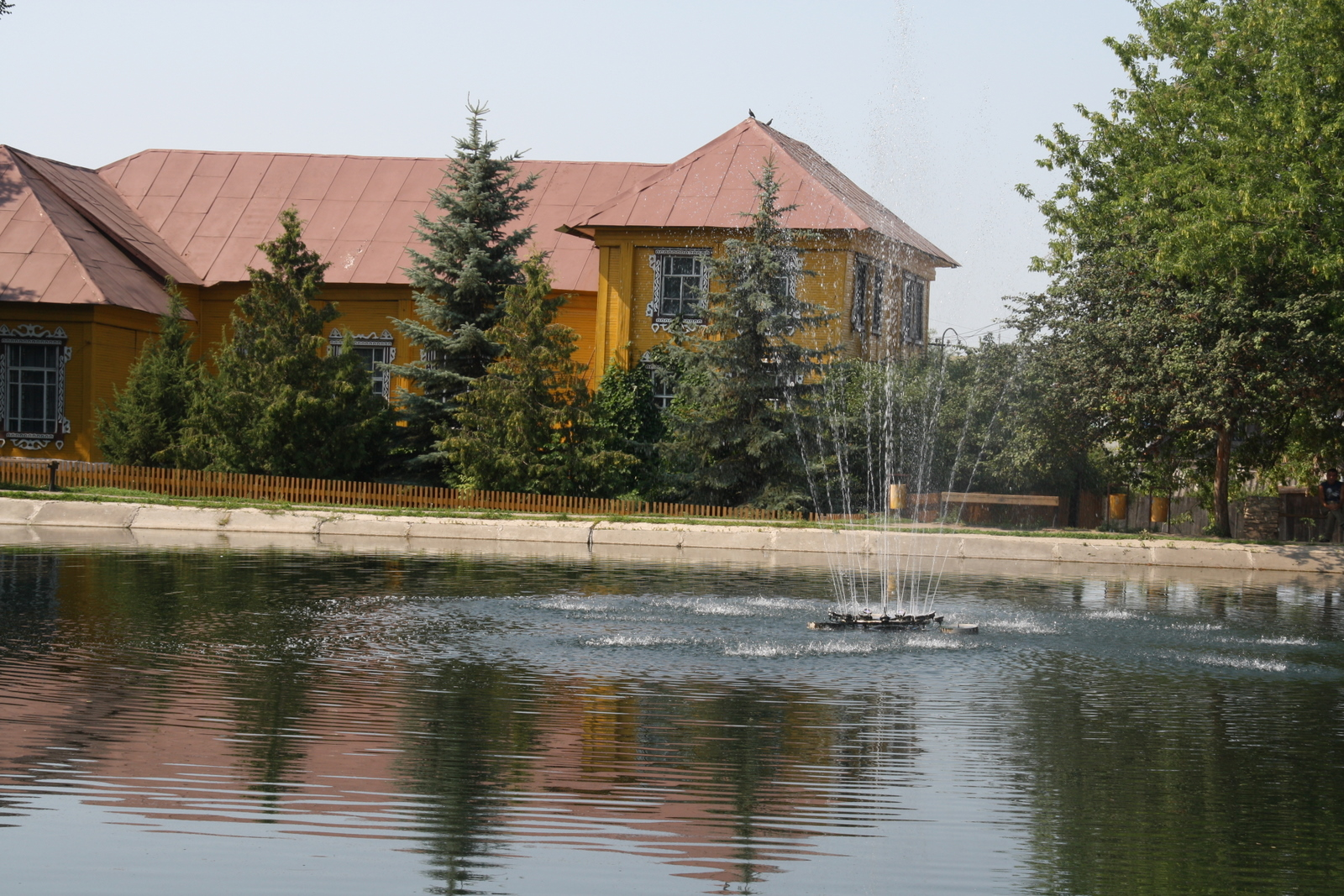
Historisches Museum
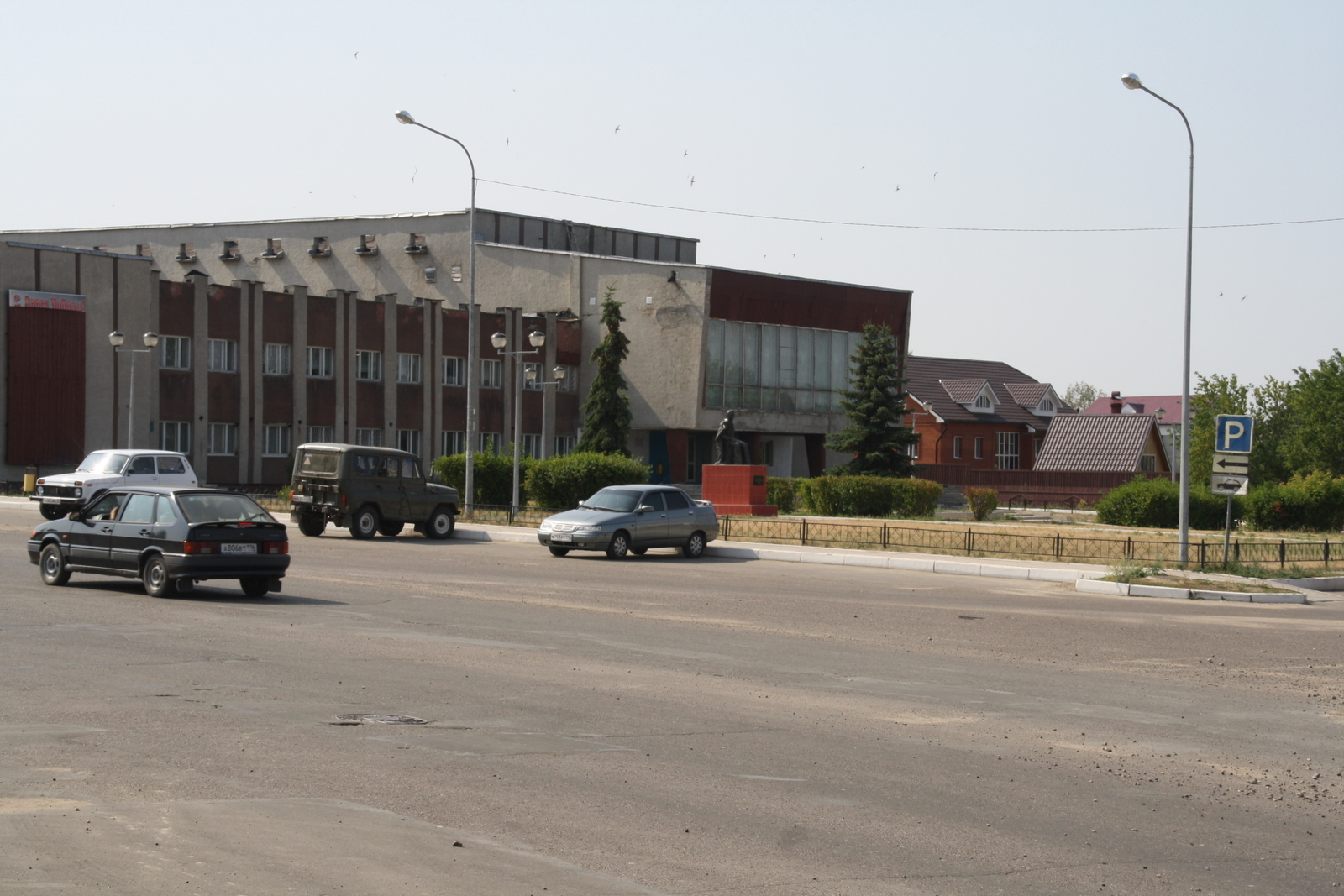
Kulturpalast
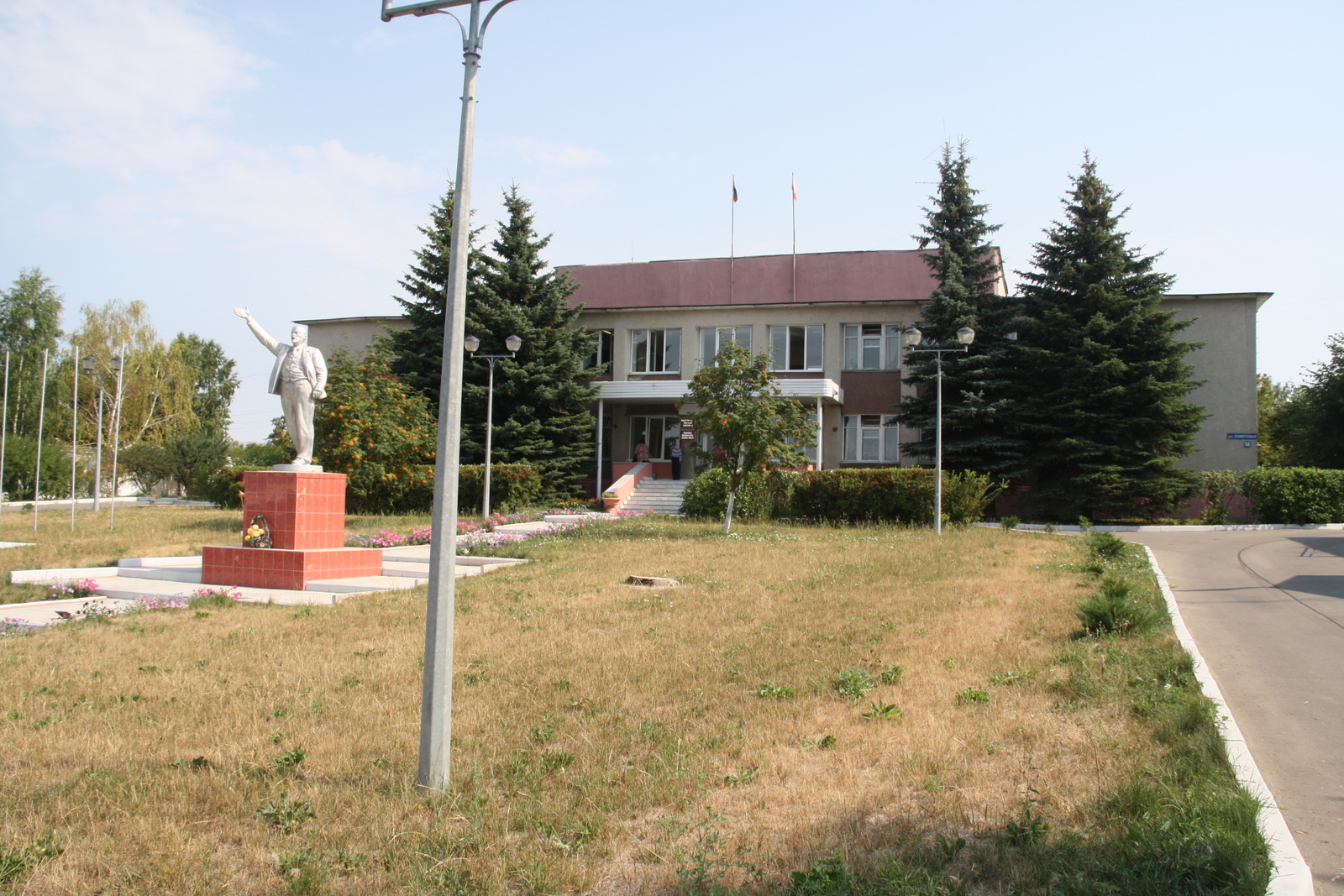
Ortsverwaltung
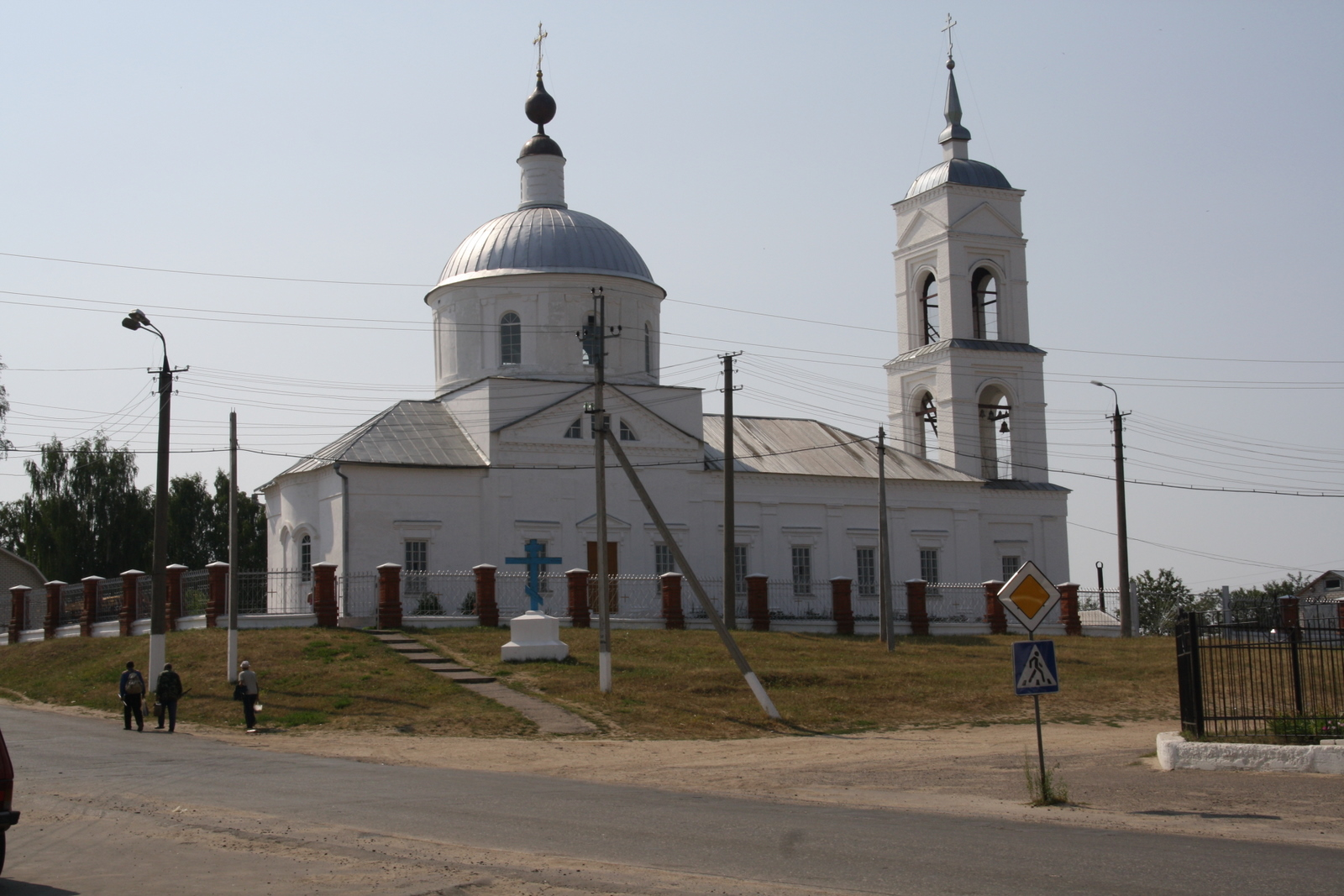
Epiphanias-Kirche

### Bevölkerungsentwicklung
| Jahr | Einwohner |
| ---- | --------- |
| 1925 | 513       |
| 1939 | 1.813     |
| 1959 | 3.523     |
| 1970 | 5.344     |
| 1979 | 7.459     |
| 1989 | 9.612     |
| 2002 | 9.686     |
| 2010 | 9.914     |

Anmerkung: ab 1939 Volkszählungsdaten

## Kultur und Sehenswürdigkeiten
In Morki steht die Epiphanias-Kirche (церковь Богоявления, zerkow Bogojawlenija). Der Ort besitzt ein Historisches und Literaturmuseum und einen Kulturpalast.
In mehreren Dörfern des Rajons befinden sich weitere Museen für Persönlichkeiten des kulturellen Lebens der Mari: für den Schriftsteller Sergei Tschawain (1888–1937) im Dorf Tschawainur, für den Schriftsteller Nikolai Muchin (1890–1937) in Olykjal und für den Dichter Nikolai Kasakow (1918–1989) in Kutjuk-Kiner.

## Wirtschaft und Infrastruktur
Morki ist Zentrum eines Land- und Forstwirtschaftsgebietes.
Die Siedlung ist über eine Lokalstraße mit der 56 Kilometer entfernten Siedlung Schelanger verbunden, wo Anschluss an die Föderale Fernstraße R 175 von Selenodolsk nach Joschkar-Ola besteht und sich auch die nächstgelegene Eisenbahnstation befindet.